# Livia Ocellina
Livia Ocellina (fl. I secolo a.C.) è stata una nobildonna romana, seconda moglie di Gaio Sulpicio Galba e matrigna dell'imperatore romano Galba.

## Biografia
Poco si sa delle sue origini, tranne il nome di suo padre, Lucio Livio Ocella, e qualche informazione che ci dà Svetonio, secondo il quale Ocellina era: "una donna molto ricca e bella, la quale però si pensa abbia cercato il matrimonio con Gaio Sulpicio Galba a causa del suo alto rango, e tanto più avidamente quando, a seguito delle sue frequenti avances, si tolse la veste in privato e le mostrò la sua deformità, per non sembrare volerla ingannare nascondendola". Si è ipotizzato che fosse una parente dell'imperatrice romana Livia Drusilla. Ronald Syme ha scritto che non crede fosse vero.
Galba fu allevato da lei e assunse il nome di Lucio Livio Ocella (piuttosto che il suo nome di nascita di Servio Sulpicio Galba) durante il periodo precedente alla sua ascesa al soglio imperiale.